# Женя Адамова
Женя Андреева Адамова е българска скулпторка и бижутерка.

## Биография
Родена е на 25 май 1977 година в Бургас. През 1996 година завършва средно специализирано училище „Св. Св. Кирил и Методий“ в Бургас с профил „изобразително изкуство“. През 2001 година получава магистърска степен от Националната художествена академия в специалност „Порцелан и стъкло“.
От 2001 година Женя Адамова участва в множество общи художествени и дизайнерски изложби, а през 2007 година прави първата си самостоятелна изложба, в град Бургас. От 2003 година е член на Дружеството на бургаските художници, а от 2014 година е член на Съюза на българските художници.
През 2016 година печели стипендия за резиденция в Cite Internationale des Arts в Париж, Франция.
През февруари 2020 година Адамова участва в сборната тематична изложба на софийската галерия Ракурси, озаглавена „История в портрети – 40 жени, променили България“.

## Награди и номинации
- 2012 – Номинация за живопис в биенале „Приятели на морето“, Бургас.
- 2014 – Награда за млад автор на годината на град Бургас на името на Руси Стоянов, Бургас.[3]
- 2016 – Номинация за живопис в осмото издание на Биенале „Малките форми“, Плевен.
- 2018 – Награда за скулптура на Община Бургас в биенале „Приятели на морето“, Бургас – за творбата „Момичето със сините очи“[4]
- 2018 – Награда на Фестивала на съвременната българска керамика.[5]